# Teatro Lírico de Belfast
El Teatro Lírico de Belfast es el principal teatro a tiempo completo activo en Belfast, Irlanda del Norte en el Reino Unido. El teatro se estableció por primera vez como el Lyric Players en 1951 en la casa de sus fundadores María y O'Malley Pearse en la Avenida Derryvolgie, Junto a la carretera Lisburn, y se trasladó a su actual sede en la calle Ridgeway  en 1968. Austin Clarke había puesto la primera piedra de la propiedad en 1965.
El 27 de junio de 2012 el teatro fue el escenario de un encuentro entre la Reina Isabel II y Martin McGuinness, Primer Viceministro de la Asamblea de Irlanda del Norte y un excomandante del Ejército republicano irlandés. El evento fue visto por muchos como un signo positivo para el proceso de paz en Irlanda del Norte.